# Masakatsu Ueda
Masakatsu Ueda (Kyoto, 21 dicembre 1977) è un lottatore di arti marziali miste giapponese.
Combatte nella categoria dei pesi gallo per la promozione singaporiana ONE FC, nella quale ha vinto il torneo ONE FC Bantamweight Grand Prix del 2013 e nel 2014 ha lottato senza successo per il titolo di categoria.
In precedenza è stato campione dei pesi gallo Shooto dal 2008 al 2010 difendendo il titolo tre volte.
Ha lottato anche nell'organizzazione statunitense Bellator.
Da quando vinse il titolo Shooto Ueda è sempre stato considerato uno dei pesi gallo più forti del mondo.

## Carriera nelle arti marziali miste

### Background sportivo
Ueda vanta un ottimo background nella lotta libera a livello scolastico: durante tale periodo si confrontò e sconfisse la futura stella delle MMA nipponiche Norifumi "Kid" Yamamoto.
È anche un abile lottatore di jiu jitsu brasiliano sotto la guida del maestro Yuki Nakai, e ha vinto il campionato All Japan Shooto Grappling e i tornei Shooto Rookie.

### Shooto
La sua carriera da professionista nelle arti marziali miste inizia nel 2005 alla non giovanissima età di 27 anni e direttamente con la storica promozione Shooto.
Qui in un anno e mezzo colleziona cinque vittorie consecutive contro altrettanti connazionali, segnalandosi subito come uno dei migliori prospetti della federazione.
Nel 2007 si interrompe la sua striscia di vittorie causa il pareggio contro il Shooto Rookie of the Year 2003 Takeya Mizugaki, futuro contendente al titolo WEC e futuro veterano UFC.
Ueda torna alla vittoria nei successivi due incontri, e la striscia di imbattibilità di otto match consecutivi gli vale la sfida per il vacante titolo dei pesi piuma Shooto (equivalenti ai pesi gallo ufficiali) contro l'imbattuto Koetsu Okazaki: Ueda vinse la sfida ai punti e divenne il nuovo campione di categoria della promozione Shooto dopo che il precedente campione Akitoshi Hokazono lasciò la cintura per ritirarsi dalle MMA.
La prima difesa del titolo fu contro l'asso del jiu jitsu brasiliano Marcos Galvão, lottatore che negli anni a seguire avrà successo nelle maggiori organizzazioni degli Stati Uniti: l'incontro terminò in parità e la cintura rimase a Ueda.
Nel 2009 difese il titolo con successo per la seconda volta contro un So Tazawa che veniva da due sconfitte consecutive.
Ben più ardua fu la terza difesa, nella quale Ueda si vide opposto al talento brasiliano Eduardo Dantas, stella della divisione sudamericana della Shooto: Ueda riuscì comunque ad imporsi ai punti, portando la sua striscia di imbattibilità a dodici incontri consecutivi.
Ueda perse titolo e invincibilità il 22 marzo 2010, quando capitolò per sottomissione contro il contendente Shuichiro Katsumura, lottatore che prima dell'incontro aveva un non impressionante record di 10-7 ma che aveva ottenuto le proprie vittorie quasi sempre per sottomissione.
Ueda tornò al successo lo stesso anno contro Akitoshi Tamura, esperto di arti marziali ibride ed ex campione dei pesi leggeri Shooto (equivalenti ai pesi piuma ufficiali).
Nel 2011 sconfigge per sottomissione lo statunitense Ralph Acosta e nel successivo incontro mette KO la leggenda di casa Rumina Sato, veterano della Shooto ed esperto di sottomissioni.
Lo stesso anno combatte il suo primo incontro lontano dal Giappone quando affronta e sconfigge un Royler Gracie triplice campione dell'ADCC Submission Wrestling World Championship ma inattivo da quasi cinque anni in una sfida in Brasile di pesi leggeri.
Nel 2012 batte per decisione dei giudici di gara Kyoji Horiguchi, vincitore del torneo Shooto Rookie del 2010.

### Bellator Fighting Championships
Ormai da anni classificato come uno dei pesi gallo più forti del mondo, Ueda viene chiamato dalla promozione statunitense Bellator per prendere parte al torneo ad eliminazione diretta dei pesi gallo per la stagione Summer Series 2012 dell'organizzazione, torneo che avrebbe premiato il vincitore con un cospicuo conguaglio economico e con la possibilità di sfidare il campione in carica Zach Makovsky.
Nei quarti di finale subisce però la sua seconda sconfitta in carriera per mano di Travis Marx, che in un incontro molto combattuto ottiene una vittoria ai punti; curiosamente a vincere il precedente torneo della quinta stagione e successivamente il titolo dei pesi gallo Bellator fu quel Eduardo Dantas che Ueda sconfisse nel 2009.

### ONE Fighting Championship
Sempre nel 2012 Ueda trova un accordo con la nuova promozione singaporiana ONE FC, organizzazione che voleva imporsi come riferimento per le arti marziali miste asiatiche.
Esordisce il 6 ottobre 2012 con la sua sedicesima vittoria in carriera ai danni del sudcoreano Min Jung Song in un incontro valido per i quarti di finale del torneo dei pesi gallo.
Nel 2013 passa anche la semifinale sconfiggendo l'ex campione dei pesi leggeri UFC Jens Pulver per sottomissione durante il secondo round.
In maggio combatte la finale nelle Filippine contro il lottatore di casa Kevin Belingon, vincendo ai punti un incontro molto equilibrato e laureandosi campione del torneo.
Un anno dopo, nel maggio 2014, combatte per il titolo dei pesi gallo ONE FC contro il campione in carica Bibiano Fernandes venendo sconfitto ai punti.
Nel 2015 viene sconfitto da Victor Henry per sottomissione.

### Risultati nelle arti marziali miste
| Risultato | Record | Avversario          | Metodo                       | Evento                                                   | Data              | Round | Tempo | Città             | Note                                                                |
| --------- | ------ | ------------------- | ---------------------------- | -------------------------------------------------------- | ----------------- | ----- | ----- | ----------------- | ------------------------------------------------------------------- |
| Sconfitta | 18-4-2 | Victor Henry        | Sottomissione (kneebar)      | Grandslam 2: Way of the Cage                             | 8 febbraio 2015   | 3     | 3:22  | Tokyo, Giappone   |                                                                     |
| Sconfitta | 18-3-2 | Bibiano Fernandes   | Decisione (unanime)          | ONE FC 15: Rise of Heroes                                | 2 maggio 2014     | 5     | 5:00  | Manila, Filippine | Per il titolo dei Pesi Gallo ONE FC                                 |
| Vittoria  | 18-2-2 | Kevin Belingon      | Decisione (unanime)          | ONE FC 9: Rise to Power                                  | 31 maggio 2013    | 3     | 5:00  | Pasay, Filippine  | Vince il torneo ONE FC Bantamweight Grand Prix                      |
| Vittoria  | 17-2-2 | Jens Pulver         | Sottomissione (d'arce choke) | ONE FC 8: Kings and Champions                            | 5 aprile 2013     | 2     | 3:52  | Singapore         | Torneo ONE FC Bantamweight Grand Prix, Semifinale                   |
| Vittoria  | 16–2-2 | Min Jung Song       | Decisione (unanime)          | ONE FC 6: Rise of the Kings                              | 6 ottobre 2012    | 3     | 5:00  | Singapore         | Torneo ONE FC Bantamweight Grand Prix, Quarti di finale             |
| Sconfitta | 15–2-2 | Travis Marx         | Decisione (unanime)          | Bellator LXIV                                            | 6 aprile 2012     | 3     | 5:00  | Windsor, Canada   | Torneo dei Pesi Gallo Bellator 2012 Summer Series, Quarti di finale |
| Vittoria  | 15–1-2 | Kyoji Horiguchi     | Decisione (maggioranza)      | Shooto: Survivor Tournament Final                        | 8 gennaio 2012    | 3     | 5:00  | Tokyo, Giappone   |                                                                     |
| Vittoria  | 14–1-2 | Royler Gracie       | Decisione (non unanime)      | Amazon Forest Combat 1                                   | 14 settembre 2011 | 3     | 5:00  | Manaus, Brasile   | Incontro di Pesi Leggeri                                            |
| Vittoria  | 13–1-2 | Rumina Sato         | KO (calcio al corpo)         | Shooto: Shootor's Legacy 3                               | 11 luglio 2011    | 1     | 4:23  | Tokyo, Giappone   |                                                                     |
| Vittoria  | 12–1-2 | Ralph Acosta        | Sottomissione (brabo choke)  | Shooto: Shootor's Legacy 1                               | 10 gennaio 2011   | 2     | 1:13  | Tokyo, Giappone   |                                                                     |
| Vittoria  | 11–1-2 | Akitoshi Tamura     | Decisione (unanime)          | Shooto: The Way of Shooto 3: Like a Tiger, Like a Dragon | 30 maggio 2010    | 3     | 5:00  | Tokyo, Giappone   |                                                                     |
| Sconfitta | 10–1-2 | Shuichiro Katsumura | Sottomissione (brabo choke)  | Shooto: The Way of Shooto 2: Like a Tiger, Like a Dragon | 22 marzo 2010     | 2     | 3:39  | Tokyo, Giappone   | Perde il titolo dei Pesi Gallo Shooto                               |
| Vittoria  | 10–0-2 | Eduardo Dantas      | Decisione (unanime)          | Shooto: Revolutionary Exchanges 1: Undefeated            | 19 luglio 2009    | 3     | 5:00  | Tokyo, Giappone   | Difende il titolo dei Pesi Gallo Shooto                             |
| Vittoria  | 9–0-2  | So Tazawa           | Decisione (unanime)          | Shooto: Shooto Tradition 6                               | 29 marzo 2009     | 3     | 5:00  | Tokyo, Giappone   | Difende il titolo dei Pesi Gallo Shooto                             |
| Parità    | 8–0-2  | Marcos Galvão       | Parità (non unanime)         | Shooto: Shooto Tradition 3                               | 28 settembre 2008 | 3     | 5:00  | Tokyo, Giappone   | Difende il titolo dei Pesi Gallo Shooto                             |
| Vittoria  | 8–0-1  | Koetsu Okazaki      | Decisione (unanime)          | Shooto: Back To Our Roots 8                              | 28 marzo 2008     | 3     | 5:00  | Tokyo, Giappone   | Vince il titolo dei Pesi Gallo Shooto                               |
| Vittoria  | 7–0-1  | Atsushi Yamamoto    | Decisione (unanime)          | Shooto: Back To Our Roots 7                              | 26 gennaio 2008   | 3     | 5:00  | Tokyo, Giappone   |                                                                     |
| Vittoria  | 6–0-1  | Tetsu Suzuki        | Decisione (unanime)          | Shooto: Rookie Tournament 2007 Final                     | 8 dicembre 2007   | 3     | 5:00  | Tokyo, Giappone   |                                                                     |
| Parità    | 5–0-1  | Takeya Mizugaki     | Parità (maggioranza)         | Shooto: Back To Our Roots 4                              | 15 luglio 2007    | 3     | 5:00  | Tokyo, Giappone   |                                                                     |
| Vittoria  | 5–0    | So Tazawa           | Sottomissione (brabo choke)  | Shooto: Back To Our Roots 2                              | 16 marzo 2007     | 3     | 2:00  | Tokyo, Giappone   |                                                                     |
| Vittoria  | 4–0    | Teriyuki Matsumoto  | Sottomissione (triangolo)    | Shooto: Rookie Tournament Final                          | 2 dicembre 2006   | 1     | 4:42  | Tokyo, Giappone   |                                                                     |
| Vittoria  | 3–0    | Naoki Yahagi        | KO Tecnico (pugni)           | Shooto 2006: 10/1 in Kitazawa Town Hall                  | 1º ottobre 2006   | 1     | 3:49  | Tokyo, Giappone   |                                                                     |
| Vittoria  | 2–0    | Nobuhiro Hayakawa   | Decisione (unanime)          | Shooto: Gig West 5                                       | 3 giugno 2006     | 2     | 5:00  | Osaka, Giappone   |                                                                     |
| Vittoria  | 1–0    | Satoshi Yamashita   | Decisione (unanime)          | Shooto 2005: 11/29 in Kitazawa Town Hall                 | 29 novembre 2005  | 2     | 5:00  | Tokyo, Giappone   |                                                                     |